# Ernocornutia
Ernocornutia là một chi bướm đêm thuộc họ Tortricidae.

## Các loài
- Ernocornutia capronata  Razowski, 1988
- Ernocornutia carycodes  (Meyrick, 1926)
- Ernocornutia catopta  Razowski, 1988
- Ernocornutia gualaceoana  Razowski & Wojtusiak, 2006
- Ernocornutia limona  Razowski & Wojtusiak, 2006